# Dobré Pole
Dobré Pole (em alemão:  Guttenfeld; em croata:  Dobro Polje) é uma comuna checa localizada na região de Morávia do Sul, distrito de Břeclav‎.